# Ombysz
Ombysz (ukr. Омбиш) – wieś na Ukrainie, w  obwodzie czernihowskim, w rejonie nieżyńskim, w hromadzie Kruty. W 2001 liczyła 696 mieszkańców, spośród których 691 wskazało jako ojczysty język ukraiński, a 5 rosyjski.